# Sami al-Arian
Pour les articles homonymes, voir Arian.
Sami Amin Al-Arian (arabe : سامي أمين العريان ; né le 14 janvier 1958) est un activiste politique d'origine palestinienne, né au Koweït, qui était professeur de génie informatique à l'Université de Floride du Sud.

## Biographie

### Enfance et formation
Al-Arian est né le 14 janvier 1958, au Koweït. Ses parents, Amin et Laila Al-Arian, étaient des réfugiés palestiniens qui ont quitté leur terre après la création d'Israël en 1948,. Après guerre israélo-arabe de 1948, Amin a dû abandonner l'usine de savon familiale à Jaffa et fuir vers les camps de réfugiés de la bande de Gaza. La famille d'Amin a migré au Koweït en 1957, où Sami Al-Arian est né. Selon la législation koweïtienne, ses parents avaient le statut de résident légal, mais il n'était pas éligible à la citoyenneté.

#### Études aux États-Unis
Parrainé par son père, Sami est allé en Amérique pour ses études. En 1975, Al-Arian est arrivé aux États-Unis pour étudier l'ingénierie à l'Université du Sud de l'Illinois. En 1978, il a obtenu son diplôme avec une spécialisation en sciences électriques et en génie des systèmes. En 1979, il retourne aux États-Unis pour une visite lorsqu'il a épousé Nahla Al-Najjar. À l'Université d'État de Caroline du Nord, il a obtenu sa maîtrise en 1980 et son doctorat en 1985,. Il a travaillé avec le professeur Dharma P. Agrawal sur les défaillances physiques et les modèles de pannes des circuits CMOS,,.

#### Titulaire à l'Université de Floride du Sud
Il a déménagé à Temple Terrace après avoir été embauché en tant que professeur adjoint pour enseigner l'ingénierie informatique à l'Université de Floride du Sud (USF) le 22 janvier 1986,. Il a obtenu le statut de résident permanent aux États-Unis en mars 1989. Il a été promu professeur associé avec titularisation. Il a reçu de nombreuses distinctions liées à l'enseignement, y compris le Jerome Krivanek Distinguished Teacher Award en 1993 et une augmentation salariale basée sur les notes de mérite via le Teaching Incentive Program en 1994.

### Activisme
Le 20 octobre 1988, Al-Arian a créé le Projet Islamic Concern, qui comprenait un comité consacré à la collecte de charités pour la Palestine.
Les activités et les connexions d'Al-Arian sont devenues un facteur dans plusieurs campagnes politiques, y compris l'élection au Sénat des États-Unis de 2004 en Floride et l'élection au Sénat des États-Unis de 2010 en Californie,.
Le 6 décembre 2005, Sami al-Arian est condamné à une peine de 18 mois de prison et à l'expulsion. Sami al-Arian est aussi condamné à 18 mois supplémentaires pour outrage au tribunal civil après avoir refusé de témoigner contre ses anciens collaborateurs. En février 2008, un tribunal ordonne sa libération et déportation vers la Turquie.
Il a été placé en détention à domicile en Virginie septentrionale de 2008 à 2014, lorsque les procureurs fédéraux ont déposé une motion pour abandonner les charges à son encontre.
Il a été expulsé vers la Turquie le 4 février 2015.